# Assassinato de Shireen Abu Akleh

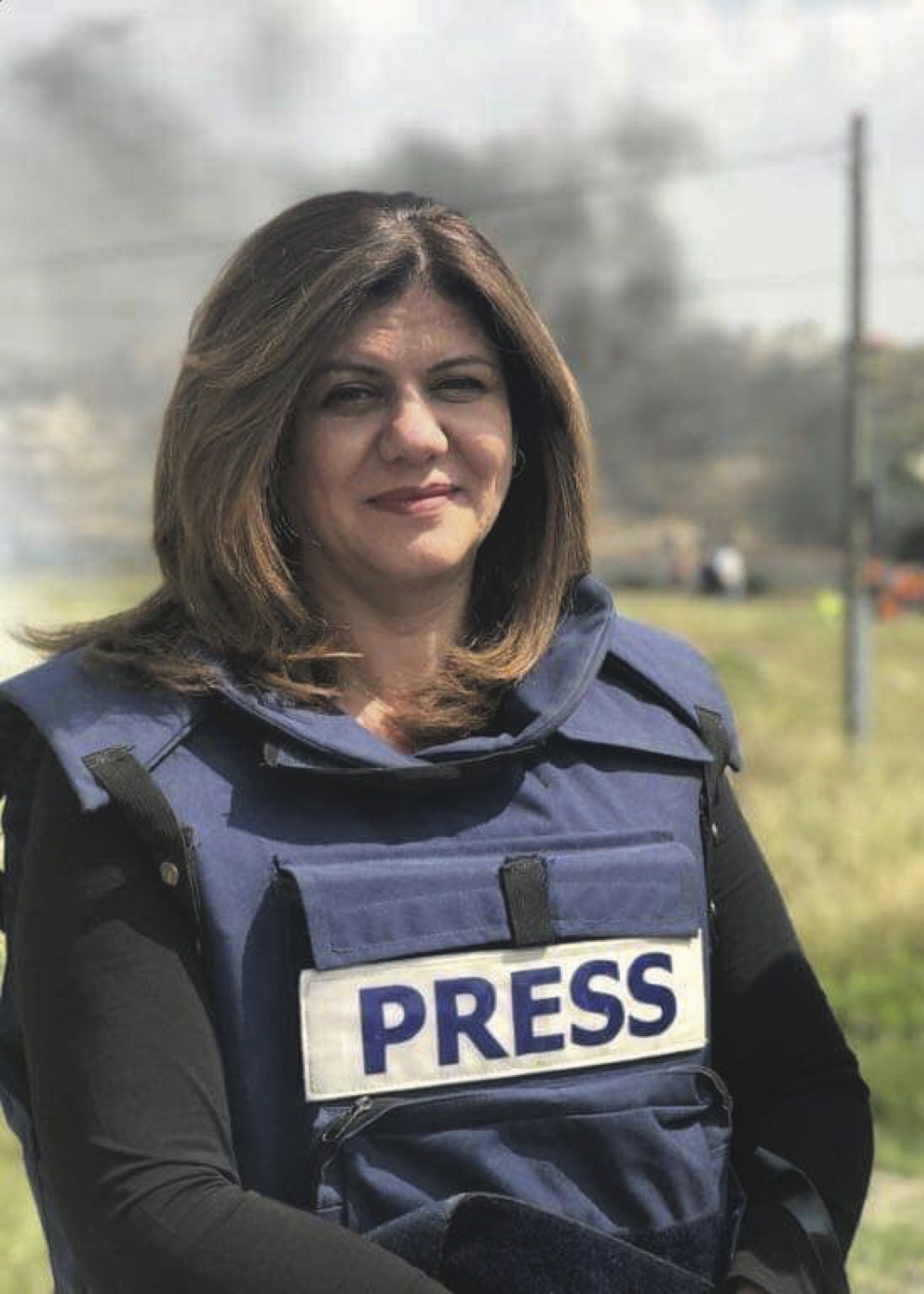
Shireen Abu Akleh

Shireen Abu Akleh era uma jornalista palestina-estadunidense que trabalhava como repórter para o canal árabe da Al Jazeera há 25 anos, antes de ser baleada na cabeça por um soldado israelense enquanto cobria uma operação militar israelense no campo de refugiados de Jenin [en], na Cisjordânia, em 11 de maio de 2022. Abu Akleh era uma das mais proeminentes jornalistas do Oriente Médio, conhecida por sua cobertura do conflito israelo-palestino, e vista como um modelo para muitos jornalistas palestinos e árabes, especialmente mulheres.
Abu Akleh nasceu em 3 de abril de 1971 em Jerusalém Oriental, ocupada por Israel, e se formou em jornalismo pela Universidade de Yarmouk [en], na Jordânia. Trabalhou como jornalista para a Rádio Monte Carlo e a Voz da Palestina antes de se juntar à Al Jazeera em 1997. Cobriu eventos históricos como a Segunda Intifada, a Guerra do Iraque, a Primavera Árabe e as negociações de paz entre israelenses e palestinos. Entrevistou líderes políticos, ativistas e personalidades culturais. Era conhecida por sua coragem, profissionalismo e compromisso com a verdade.
No dia de sua morte, Abu Akleh estava usando um capacete e um colete azul com a palavra "Press" (Imprensa), identificando-a como membro da mídia. Ela estava acompanhada por outros jornalistas que também usavam coletes azuis. Eles estavam perto da entrada do campo de refugiados de Jenin, onde haviam ido para cobrir uma operação israelense que visava prender ou matar militantes palestinos. Por volta das seis e meia da manhã, vários tiros foram disparados em rápida sucessão, atingindo Abu Akleh na cabeça. Ela caiu no chão sem vida, enquanto outro jornalista palestino, Shatha Hanaysha, se agachava ao seu lado, usando um tronco de árvore como proteção. Hanaysha tentou reanimá-la, mas não houve resposta. O sangue escorria pela cabeça de Abu Akleh.
As imagens do incidente foram filmadas pelo cinegrafista da Al Jazeera Majdi Banura, que também foi ferido por estilhaços. As testemunhas oculares disseram à CNN que acreditam que as forças israelenses na mesma rua atiraram deliberadamente nos repórteres em um ataque direcionado. Todos os jornalistas estavam vestindo coletes azuis que os identificavam como membros da imprensa.
"Estávamos na frente dos veículos militares israelenses por cerca de cinco a dez minutos antes de nos movermos para garantir que eles nos vissem. E este é um hábito nosso como jornalistas, nos movemos como um grupo e ficamos na frente deles para que eles saibam que somos jornalistas, e então começamos a nos mover", disse Hanaysha à CNN, descrevendo sua abordagem cautelosa em relação ao comboio do exército israelense, antes dos tiros começarem.
Israel negou responsabilidade pela morte de Abu Akleh e culpou os militantes palestinos, apesar dos relatos iniciais de seus colegas acusando os soldados israelenses. Israel afirmou mais tarde que era possível que ela tivesse sido morta por qualquer um dos lados, e em 5 de setembro admitiu que era provável que ela tivesse sido "acidentalmente" atingida por suas forças, mas se recusou a realizar uma investigação criminal.
A admissão veio depois de investigações conduzidas por veículos internacionais de notícias, incluindo The New York Times e The Washington Post concluírem que ela foi morta por forças israelenses, com a CNN descobrindo que sua morte foi o resultado de um assassinato direcionado por Israel. Investigações do Alto Comissariado das Nações Unidas para os Direitos Humanos e do Departamento de Estado dos Estados Unidos também encontraram Israel responsável. A Forensic Architecture refutou as conclusões de Israel em 20 de setembro, e disse que Abu Akleh foi deliberadamente alvejada e negada ajuda médica. Em novembro de 2022, o Departamento de Justiça dos Estados Unidos abriu uma investigação sobre o assassinato, uma medida que Israel condenou e se recusou a cooperar. A sobrinha da jornalista Lina Abu Akleh tem desde então exigido que o soldado israelense responsável seja responsabilizado.
A forma de sua morte e a subsequente interrupção violenta de seu funeral provocaram ampla condenação internacional a Israel. Durante o funeral, policiais israelenses atacaram os carregadores que carregavam seu caixão do Hospital Saint Joseph em Jerusalém Oriental com cassetetes e granadas de atordoamento. O próprio hospital foi invadido pela polícia israelense que bateu, empurrou e pisoteou em pacientes, jogou granadas de atordoamento, ferindo e causando queimaduras ao pessoal médico. A instalação emitiu uma declaração das Igrejas Cristãs da Terra Santa, representando 15 denominações, afirmando que as ações da polícia israelense constituíram "invasão e uso desproporcional da força ... (e) uma grave violação das normas e regulamentos internacionais, incluindo o direito fundamental à liberdade de religião".
Abu Akleh foi enterrada no cemitério Bab al-Zahra, em Jerusalém Oriental, sua cidade natal. Ela deixou sua mãe, três irmãos e duas irmãs. Ela foi homenageada com vários prêmios póstumos, incluindo o Prêmio Internacional da Liberdade de Imprensa do Comitê para a Proteção dos Jornalistas, o Prêmio Courage in Journalism da Fundação Internacional das Mulheres na Mídia e o Prêmio Especial do Júri do Festival Internacional de Cinema Documentário Al Jazeera.[carece de fontes?]